# Conservatoire national de la presse
Pour les articles homonymes, voir Conservatoire.
Le Conservatoire national de la presse (CNP) est un pôle de la Bibliothèque nationale de France dédiée à la presse qui doit ouvrir en 2028 à Amiens.

## Histoire
En novembre 2021, après un appel à projet lancé en juin 2020, Amiens est choisi comme site hôte du conservatoire national de la presse, le coût du projet est estimé à entre 70 et 90 millions d'euros, notamment pour améliorer la conservation des documents de presse,.
En mars 2022, un conseil scientifique est créé autour du Conservatoire national de la presse.
En février 2023, un concours d'architecture est lancé pour la réalisation du complexe qui accueillera le Conservatoire national de la presse.
En décembre 2023, une convention est signée entre l'université de Picardie Jules Verne et la BNF autour du Conservatoire national de la presse.
En janvier 2024, le CHU d'Amiens vend son ancien hôpital à l'établissement public foncier Hauts-de-France qui devrait revendre ce bâtiment à l'horizon 2025 à la BNF après des opérations de démolitions.
En mars 2024, le concours d'architecture est remporté par les cabinets TVK et Carmody Groarke avec un budget de 96,7 millions d'euros, pour créer deux bâtiments l'un dédié à l'archivage et l'autre aux ateliers de numérisation et de restauration. Plusieurs bâtiments de la Bibliothèque nationale de France devraient être cédés en lien avec la création du CNP, dont un immeuble situé dans le 2e arrondissement de Paris, un autre à Bussy-Saint-Georges, ainsi que le Château de Sablé.